# ديان بيتكوفيتش
ديان بيتكوفيتش (بالصربية: Дејан Петковић)‏ هو مدرب كرة قدم ولاعب كرة قدم صربي في مركز الوسط، ولد في 10 سبتمبر 1972 في Majdanpek ‏ في صربيا. شارك مع منتخب صربيا والجبل الأسود لكرة القدم. أما مع النوادي، فقد لعب مع أتلتيكو مينيرو والنجم الأحمر بلغراد ورادنيتشكي نيش وراسينغ سانتاندير وريال مدريد وشانغهاي غرينلاند شينهوا ونادي الاتحاد ونادي إشبيلية ونادي سانتوس ونادي غوياس ونادي فاسكو دا غاما ونادي فلامنغو ونادي فلومينينسي ونادي فيتوريا ونادي فينيزيا.

## وصلات خارجية
- الموقع الرسمي
- ديان بيتكوفيتش على موقع قاعدة بيانات كرة القدم.إي يو (الإنجليزية)
- ديان بيتكوفيتش على موقع ناشيونال فوتبول تيمز (الإنجليزية)
- ديان بيتكوفيتش على موقع عالم كرة القدم.نت (الإنجليزية)
- ديان بيتكوفيتش على موقع IMDb (الإنجليزية)